# Valeria Răcilă
Valeria Roşca-Răcilă (Stulpicani, 2 juni 1957) is een Roemeens voormalig roeister. Ze maakte haar debuut tijdens de wereldkampioenschappen roeien 1978 met een zesde plaats in de dubbel-vier-met-stuurvrouw. Op de Olympische Zomerspelen 1980 maakte ze haar olympische debuut met een bronzen medaille in de dubbel-twee. Vier jaar later won Răcilă de olympische titel in de skiff, tijdens de Olympische Zomerspelen 1984. Een jaar later beëindigde ze haar carrière met een zilveren medaille tijdens de wereldkampioenschappen roeien 1985.

## Resultaten
- Wereldkampioenschappen roeien 1978 in Cambridge 6e in de dubbel-vier-met-stuurvrouw
- Wereldkampioenschappen roeien 1979 in Bled  in de dubbel-twee
- Olympische Zomerspelen 1980 in Moskou  in de dubbel-twee
- Wereldkampioenschappen roeien 1981 in München  in de dubbel-vier-met-stuurvrouw
- Wereldkampioenschappen roeien 1983 in Duisburg 6e in de skiff
- Olympische Zomerspelen 1984 in Los Angeles  in de skiff
- Wereldkampioenschappen roeien 1985 in Hazewinkel  in de skiff

1976: Christine Scheiblich ·
1980: Sanda Toma ·
1984: Valeria Răcilă-Rosça ·
1988: Jutta Behrendt ·
1992: Elisabeta Lipă-Oleniuc ·
1996: Jekaterina Chodotovitsj ·
2000: Jekaterina Karsten ·
2004: Katrin Rutschow-Stomporowski ·
2008: Roemjana Nejkova ·
2012: Miroslava Knapková ·
2016: Kimberley Brennan-Crow ·
2020: Emma Twigg ·
2024: Karolien Florijn